# Austrosynthemis cyanitincta
Austrosynthemis cyanitincta – gatunek ważki z rodziny Synthemistidae; jedyny przedstawiciel rodzaju Austrosynthemis. Endemit Australii; występuje w południowo-zachodniej części stanu Australia Zachodnia.